# Savines-le-Lac (tổng)
Tổng Savines-le-Lac là một tổng của Pháp nằm ở tỉnh Hautes-Alpes trong vùng Provence-Alpes-Côte d'Azur.

## Địa lý
Tổng này được tổ chức xung quanh Savines-le-Lac thuộc quận Gap. Độ cao thay đổi từ 770 m (Le Sauze-du-Lac) đến 2 990 m (Réallon) với độ cao trung bình 1 209 m.

## Hành chính
| Giai đoạn | Ủy viên          | Đảng | Tư cách |
| --------- | ---------------- | ---- | ------- |
|           | Victor Berenguel | UMP  |         |

## Các đơn vị cấp dưới
Tổng Savines-le-Lac gồm 6 xã với dân số là 1 472 người (điều tra năm 1999, dân số không tính trùng)
| Xã                | Dân số | Mã bưu chính | Mã insee |
| ----------------- | ------ | ------------ | -------- |
| Puy-Saint-Eusèbe  | 115    | 05200        | 05108    |
| Puy-Sanières      | 155    | 05200        | 05111    |
| Réallon           | 194    | 05160        | 05114    |
| Saint-Apollinaire | 106    | 05160        | 05130    |
| Le Sauze-du-Lac   | 87     | 05160        | 05163    |
| Savines-le-Lac    | 1061   | 05160        | 05164    |

## Biến động dân số
| 1962                                                     | 1968  | 1975  | 1982  | 1990  | 1999  |
| -------------------------------------------------------- | ----- | ----- | ----- | ----- | ----- |
| 898                                                      | 1 171 | 1 169 | 1 191 | 1 314 | 1 472 |
| Nombre retenu à partir de 1962 : dân số không tính trùng |       |       |       |       |       |